# ناپدید شدن آلیس کرید
ناپدید شدن آلیس کرید (به انگلیسی: The Disappearance of Alice Creed) فیلمی محصول سال ۲۰۰۹ و به کارگردانی جی بلیکسن است. در این فیلم بازیگرانی همچون جما آرترتون، مارتین کومپسنون و ادی مارسن ایفای نقش کرده‌اند.